# Piotr Saltykov
 (janvier 2024).
Si vous disposez d'ouvrages ou d'articles de référence ou si vous connaissez des sites web de qualité traitant du thème abordé ici, merci de compléter l'article en donnant les références utiles à sa vérifiabilité et en les liant à la section « Notes et références ».
Pour les articles homonymes, voir Saltykov.
Piotr Semionovitch Saltykov (en russe : Пётр Семёнович Салтыков, né en 1697 et mort le 15 décembre 1772) est un homme d'État et une figure militaire russe. Il est le fils de Semion Saltykov. Il est surtout connu pour avoir été nommé commandant en chef de l'armée russe en 1759. À ce poste, il remporte la bataille de  Kunersdorf du 12 août 1759 ainsi que celle de Kay. En récompense, il est nommé feld-maréchal. En 1763, il est nommé gouverneur général de Moscou où il demeure jusqu'en 1771. Il est relevé de son poste par l'impératrice Catherine II de Russie pour avoir quitté la ville sans sa permission durant une épidémie de peste bubonique.

## Biographie

### Famille
Saltykov est né en Moscovie à Saltykovo. C'est le fils de Semion Andreïevitch Saltykov (10 avril 1672 - 1er octobre 1742), un propriétaire issu d'une ancienne lignée de boyards qui rivalisaient avec les Romanovs en noblesse. Cette famille descend d'une sœur du premier Tsar Romanov.
Il avait un frère cadet, le comte Vladimir Semionovitch Saltykov (6 août 1705 - 5 janvier 1751). C'est aussi un cousin éloigné de Sergueï Vassilievitch Saltykov, le premier amant de Catherine II et est par ailleurs apparenté à Praskovia Fiodorovna Saltykova.

### Carrière
En 1714, Piotr Saltykov est envoyé en France par Pierre le Grand pour apprendre l'art de la navigation. Il y reste environ vingt ans.
En 1729, Saltykov achète la propriété de Marfino, et en 1731 il se marie à la princesse Praskovia Yourievna (1704-1767), de la Famille Troubetzkoy. Il s'agit d'une fille du prince Youri Youriyevich Troubetzkoy. Le 19 janvier 1732, ce dernier devint comte.
En 1759, durant la guerre de Sept Ans (1756 - 1763), il est nommé commandant en chef de l'armée russe. Très vite, il défait Frédéric II aux batailles de Palzig (aussi connue sous le nom de bataille de Kay) et de Kunersdorf.
En 1763, Saltykov devient commandant en chef de Moscou et est nommé au Sénat de Moscou. Durant la durée de Saltykov en fonction, il crée de nombreux postes dans cette institution, restaure les palais de Golovinsky et de Kolomensky ainsi qu'un certain nombre de portes de la ville de Moscou. Il fait par ailleurs réparer les ponts les plus endommagés traversant la Moskova et poursuit le démantèlement des murs de la Cité Blanche (il s'agit d'une ceinture de fortifications autour de Moscou) afin de fournir le matériel nécessaire à la construction de l'Orphelinat désiré par Catherine II ainsi qu'à la restauration de l'Arsenal. En avril 1764, Saltykov rapporte à Saint-Pétersbourg l'ouverture de l'Orphelinat de Moscou. Afin d'améliorer le ravitaillement des Moscovites en nourriture, il abroge l'interdiction de faire venir de la nourriture importée dans la ville et organise une vaste campagne d'achat de pain auprès des propriétaires terriens. Il sécurise également le ravitaillement de Moscou en vin et combat les jeux d'argent.
En 1765, sur ordre de Catherine II de Russie, il prend part à un autodafé visant les « livres dangereux pour la société ». Durant le déclenchement de l'épidémie de peste de 1771, qui cause le départ massif de propriétaires, fonctionnaires et marchands aisés de Moscou, Piotr Saltykov demande à l'impératrice la permission de quitter la cité. Sans attendre sa réponse, il quitte ses terres de Marfino situées dans la périphérie de Moscou. Après le déclenchement d'émeutes liées à la peste à Moscou le 16 septembre, il retourne à Moscou. Toutefois, Catherine II le remercie et il quitte son poste le 13 novembre 1771. Un an après, il meurt dans sa propriété de Marfino.